# 森林門
森林門（Forest Gate）是倫敦的一個地區，位於紐漢倫敦自治市。查令十字東北7英里處。這裡主要是一個住宅區，距離西菲爾德斯特拉福德城和2012奧林匹克公園大約有1.5英里。當地的主要車站有森林門車站。這一地名最早出現在17世紀。奧運冠軍馬克·亨特出生並成長於此。